# Ferdinando Tommasi
Ferdinando Tommasi (Nàpols, Campània, 1824 - 1903) fou un compositor italià.
Fill de Donato Tommasi, un distingit polític que fou president del Consell del Regne, tingué per padrí de pila el rei Ferran I de les Dues Sicílies. En els seus anys juvenils cultivà la poesia i la pintura, i arribà a exposar alguns quadres, però després es dedicà per complet a la música, tenint per mestre en Gaetano Corcia.
El 1855 estrenà la seva primera òpera, Guido e Ginevra, de la que també n'havia escrit el poema, seguint després Enrico di Svezia i Pomponio. A més va compondre, l'oratori Judith i gran nombre d'obres de menor importància, tant en el gènere religiós com en el profà.